# Dave Stewart (klávesista)
Dave Stewart (* jako David Lloyd Stewart; 30. prosince 1950) je britský hráč na klávesové nástroje, zpěvák, hudební producent a skladatel. Byl členem skupin Uriel, Egg, Khan, Hatfield and the North, National Health. Dále spolupracoval například s Barbarou Gaskin nebo projektem Bruford Billa Bruforda.